# Uma (Phrynosomatidae)
Uma – rodzaj jaszczurek z rodziny frynosomowatych (Phrynosomatidae). 

## Zasięg występowania
Rodzaj obejmuje gatunki występujące w Stanach Zjednoczonych (Arizona i Kalifornia) i Meksyku (Coahuila, Kalifornia Dolna, Sonora, Chihuahua i Durango). 

## Systematyka

### Etymologia
Uma: Yuma, plemię Indian Ameryki Północnej.

### Podział systematyczny
Do rodzaju należą następujące gatunki: 
- Uma cowlesi Heifetz, 1941
- Uma exsul Schmidt & Bogert, 1947
- Uma inornata Cope, 1895 – frędzlopalczyk coachellański[5]
- Uma notata Baird, 1858 – frędzlopalczyk koloradzki[5]
- Uma paraphygas Williams, Chrapliwy & Smith, 1959
- Uma scoparia Cope, 1894
- Uma thurmanae Derycke, Gottscho, Mulcahy & De Queiroz, 2020